# Vining (Kansas)
Vining es una ciudad ubicada en los condados de Washington y Clay en el estado estadounidense de Kansas. En el año 2010 tenía una población de 75 habitantes y una densidad poblacional de 809,33 personas por km².

## Geografía
Vining se encuentra ubicada en las coordenadas 39°34′3″N 97°17′35″O / 39.56750, -97.29306 (39.567460, -97.293109).

## Demografía
Según la Oficina del Censo en 2000 los ingresos medios por hogar en la localidad eran de $27,500 y los ingresos medios por familia eran $28,750. Los hombres tenían unos ingresos medios de $28,750 frente a los $8,750 para las mujeres. La renta per cápita para la localidad era de $26,924. Alrededor del 2.2% de la población estaban por debajo del umbral de pobreza.